# Александр Стюарт, герцог Росс
Александр Стюарт, герцог Росс (англ. Alexander Stewart, Duke of Ross; 30 апреля 1514, Стерлинг, Стерлингшир, Королевство Шотландия — 18 декабря 1515, там же) — младший сын короля Шотландии Якова IV.

## Биография
Александр был шестым и последним ребёнком (и четвёртым сыном) короля Шотландии Якова IV и его жены Маргариты Тюдор, дочери короля Англии Генриха VII. Принц родился в замке Стерлинг 30 апреля 1514 года — через семь с половиной месяцев после гибели отца в битве с англичанами при Флоддене. Шотландией тогда номинально правил старший сын Якова IV, двухлетний Яков V, а Александр сразу после рождения оказался наследником престола. Он получил титул герцога Росса. Однако уже 18 декабря 1515 года, в возрасте полутора лет, принц умер.